# Georges Pagès
Pour les articles homonymes, voir Pagès.
Georges Paul Hyacinthe Pagès, né le 2 avril 1867 à Paris 6e et mort le 27 septembre 1939 à Paris 7e, est un historien français.

## Biographie
Georges Pagès est le petit-fils de l'écrivain Charles de La Rounat (1818-1884) et fils du professeur et homme de lettres Alphonse Victor Canon dit Pagès (1836-1894).

### Formation et carrière
Il est entré à l'École normale supérieure en 1886, à l'âge de dix-neuf ans, et en est sorti en 1889 avec l'agrégation d'histoire.
De 1889 à 1891, il séjourne en Allemagne comme boursier d'études. Il est ensuite professeur d'histoire dans les lycées de Troyes, de Dijon, de Versailles et de Paris.
En 1911, il est nommé inspecteur de l'académie de Paris et, en 1916, inspecteur général de l'Instruction publique. En 1922, Georges Pagès est appelé à la chaire d'Histoire moderne de la Sorbonne. Il enseigne en même temps à l'École normale de Sèvres puis à l'École libre des Sciences politiques. Il est directeur des études d'histoire entre 1932 et 1933. Par ailleurs, il siège au Comité consultatif de l'enseignement supérieur et préside le jury d'agrégation d'histoire. Il prend sa retraite en 1937, et devient directeur des services de la Bibliothèque de documentation internationale contemporaine et du musée de la Grande Guerre la même année.
En 1939, Georges Pagès voit deux de ses garçons mobilisés à la déclaration de guerre. Pierre Renouvin dit qu'il « n'a pas pu supporter les angoisses que connaissent les parents des combattants ». Il meurt trois semaines après le début du conflit avec l'Allemagne.

### La communauté de l'Arcouest
Georges Pagès aimait la Bretagne, particulièrement l'Arcouest dans la commune de Ploubazlanec, non loin de Paimpol (Côtes-d'Armor) où une « colonie » de personnalités scientifiques et universitaires passe ses vacances à la suite de la découverte du lieu par le biologiste Louis Lapicque et l'historien Charles Seignobos. Mais il séjournait aussi à la montagne lors de congés dans les années 1930.
Georges Pagès est aussi le grand-père de l'historien de l'art Olivier Pagès (1925-2021).

## L'historien
Professeur à la faculté des lettres de Paris, Georges Pagès est un historien des institutions, des relations internationales et de la vie politique sous l'Ancien Régime.
Il est l’auteur de très nombreux ouvrages scolaires. Un certain nombre de ses cours et conférences a également été publié.
Ses recherches portent essentiellement sur le XVIIe siècle, particulièrement sur les relations diplomatiques entre les princes allemands et la France, et sur la guerre de Trente Ans. Il est élu membre de l’Académie des sciences morales et politiques, en 1935, au fauteuil de son ami Émile Bourgeois.
Georges Pagès est le premier directeur de thèse de Fernand Braudel.
Étranger au jeune courant méthodologique de l'École des Annales, Georges Pagès se voulait également « au-dessus de la mêlée » en matière d'engagement politique. Selon Victor-Lucien Tapié, il disait : « Il faut que mes étudiants d'Action française et mes étudiants communistes aient la même confiance en moi ».
Il est président du comité de rédaction de la Revue d'histoire moderne.

## Publications
- 1905 : Le Grand Électeur et Louis XIV, 1660-1688, Paris, G. Bellais.
- 1905 : Contributions à l'histoire de la politique française en Allemagne sous Louis XIV, Société Nouvelle de Librairie.
- 1921 : Les Origines et les responsabilités de la Grande Guerre, preuves et aveux, Paris, Hachette, avec Émile Bourgeois.
- 1928 : La Monarchie d'ancien régime en France : de Henri IV à Louis XIV, Paris, A. Colin.
- 1932 : « La vénalité des offices dans l'ancienne France », Revue Historique, t. 169, fasc. 3, pp. 477—495, Presses Universitaires de France [lire en ligne].
- 1933 : La politique extérieure de Napoléon III, Presses universitaires de France.
- 1937 (septembre-décembre) - « Le conseil du roi sous Louis XIII », Revue d'histoire moderne, t. 12, no 29/30, pp. 293—324, Société d'Histoire Moderne et Contemporaine [lire en ligne].
- 1939 : La Guerre de Trente ans, 1618-1648, Paris, Payot, coll. « Le Regard de l'histoire », in-8°, broché, 270 p., rééd. 1972,  (ISBN 2228270407),  (ISBN 978-2228270403).
- 1948 : Naissance du Grand Siècle : la France de Henri IV à Louis XIV, Hachette, avec V. L. Tapié.
- Histoire sommaire de la France - Classe de huitième et septième, Librairie Hachette.

## Distinctions

### Décoration
- Commandeur de la Légion d'honneur

### Récompense
Il est également membre de l'Académie des sciences morales et politiques à partir de 1935.